# Геккон токи
Геккон токи (лат. Gekko gecko) — вид ящериц из семейства гекконов.

## Описание
Длина тела 34—36 см, вес 150—300 г. Окраска верхней стороны тела светло-оливкового, серого или голубоватого цвета с многочисленными оранжево-красными и белыми кольцами и пятнами. В зависимости от освещения и состояния животного его окраска подвержена заметным изменениям. Для молодых гекконов очень характерны расположенные на хвосте яркие чёрные и белые поперечные полосы, что в сочетании с резкими движениями хвоста используется для отпугивания врагов.
В отличие от других гекконов, самцы ведут одиночный образ жизни, выбирая постоянное убежище, в районе которого неизменно охотятся. В местности, где они встречаются, самцы проявляют своё присутствие громкими звуками то-кио файле. Крик этот повторяется иногда до десяти раз подряд и внезапно прекращается, если ящерица чем-то напугана. Подобным образом перекликаясь друг с другом, они охраняют свои охотничьи участки, давая знать соседям, что территория занята. Изредка гекконы кричат и днём. Ведут в основном ночной образ жизни.
В случае опасности геккон широко открывает пасть и глухо шипит, а при удерживании пытается укусить, издавая громкие квакающие звуки, причем разжать его сомкнутые челюсти, не повредив их, чрезвычайно трудно.

## Ареал и места обитания
Геккон токи обитает в Юго-Восточной Азии: на юго-востоке Индии, в Бангладеш, Индонезии, Таиланде, на Филиппинах, Новой Гвинее и во Вьетнаме. Завезён в Северную Америку в США (штаты Техас, Флорида, Гавайи), Белиз, на острова Карибского моря.
Гекконы токи любят лесистые места. Живут в дуплах деревьев.

## Питание
Питаются беспозвоночными, однако нередко поедают и других мелких гекконов, включая детёнышей собственного вида, птенцов, небольших грызунов, овощи.

## Размножение
Яйцекладущие гекконы. Спаривание начинается в конце зимы. Откладывают свои довольно крупные яйца в дуплах деревьев. Самка прикрепляет их к неровностям древесины, и внутренняя стенка дупла нередко оказывается буквально усеяна яйцами этих гекконов, которые находятся на самых разных стадиях инкубации. Обычно после вылупления детёныша значительная часть скорлупы яйца остаётся приклеенной к стенке дупла, и очередные кладки наслаиваются таким образом поверх старых. Через 3 месяца появляются молодые гекконы длиной 67—72 мм.
Продолжительность жизни гекконов токи в природе достигает до 7—8 лет, в неволе — до 25 лет.